# Titan (Schiff, 1910)

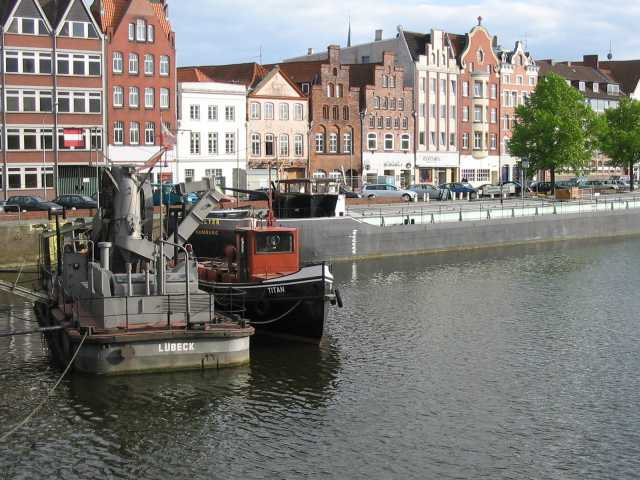
Schlepper Titan im Museumshafen

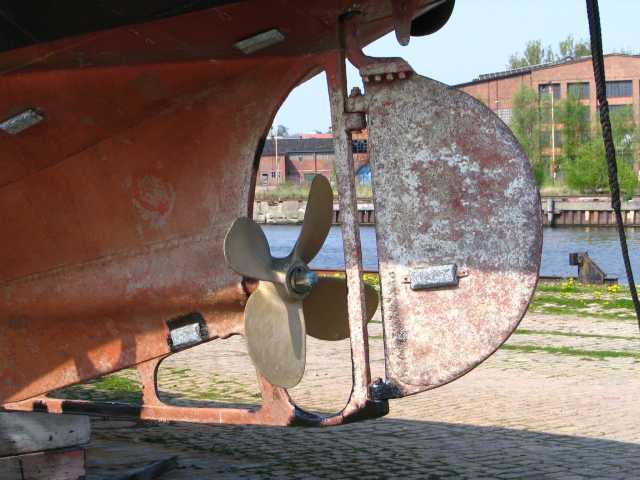
Schlepper Titan Unterwasserschiff

Der Motorschlepper Titan ist ein Schlepper, der mit Unterbrechungen von 1910 bis ins Jahr 1982 seinen Dienst verrichtete und nunmehr im Museumshafen Lübeck zu sehen ist.

## Geschichte
Im Jahre 1910 ließ die Deutsche Dampfschiffahrtsgesellschaft „Hansa“ (DDG „Hansa“)  den Dampfschlepper DDG Hansa II auf der Hamburger Wichhorst-Werft bauen. Der Neubau war der erste echte Hafenschlepper der DDG „Hansa“ und wurde in das Seeschiffsregister in Bremen eingetragen.
Im Jahre 1936 wurde der Schlepper verkauft und mit einem 3-Zylinder-Dieselmotor ausgerüstet. Aus dem Dampfschlepper DDG Hansa II wurde somit ein Motorschlepper, der unter seinem neuen Namen „Titan“ im Jahre 1937 nach Lübeck verholt wurde. Im Jahre 1942 wurde der Schlepper wegen eines Maschinenschadens außer Dienst gestellt und nach dem Kriege wieder reaktiviert. Bis 1982 tat der Schlepper Titan beim Wasser- und Schifffahrtsamt in Lübeck seinen Dienst. Nach einem Verkauf an ein Lübecker Unternehmen erwarb schließlich im Jahre 1988 der Museumshafen zu Lübeck e.V. den Schlepper. Seitdem kümmern sich die Vereinsmitglieder um den Erhalt und Betrieb des alten Schiffes.
Die Hansestadt Lübeck stufte den Schlepper Titan am 31. August 2010 im Bereich Archäologie und Denkmalpflege als Kulturdenkmal im Sinne von § 1 Abs. 2 des Denkmalschutzgesetzes ein.

## Technische Daten
| Länge über alles     | 15,30 m               |
| Länge Wasserlinie    | 13,80 m               |
| Breite               | 3,80 m                |
| Tiefgang             | 2,00 m                |
| Gewicht              | 28 Tonnen             |
| Material des Rumpfes | Stahl, 12 mm genietet |
| Maschine             | Deutz SBA8M517        |